# Mount Erebus
Erebus či Mount Erebus je sopka, stratovulkán ležící v Antarktidě na Rossově ostrově. Od roku 1972 je nepřetržitě aktivní na rozdíl od zbylých tří sopek Rossova ostrova, které jsou neaktivní. Jedna z větších erupcí proběhla v roce 2008, od té doby je sopka neustále aktivní. Pomocí snímků z družice Sentinel-2 byla 25. ledna 2017 v kráterech Erebu identifikována dvě aktivní lávová jezera. V období mezi 12. až 18. říjnem 2019 byla zaznamenána série erupcí, přičemž k největší z nich došlo 14. října. Z kaldery na vrcholku sopky soustavně unikají sopečné plyny.

## Historie

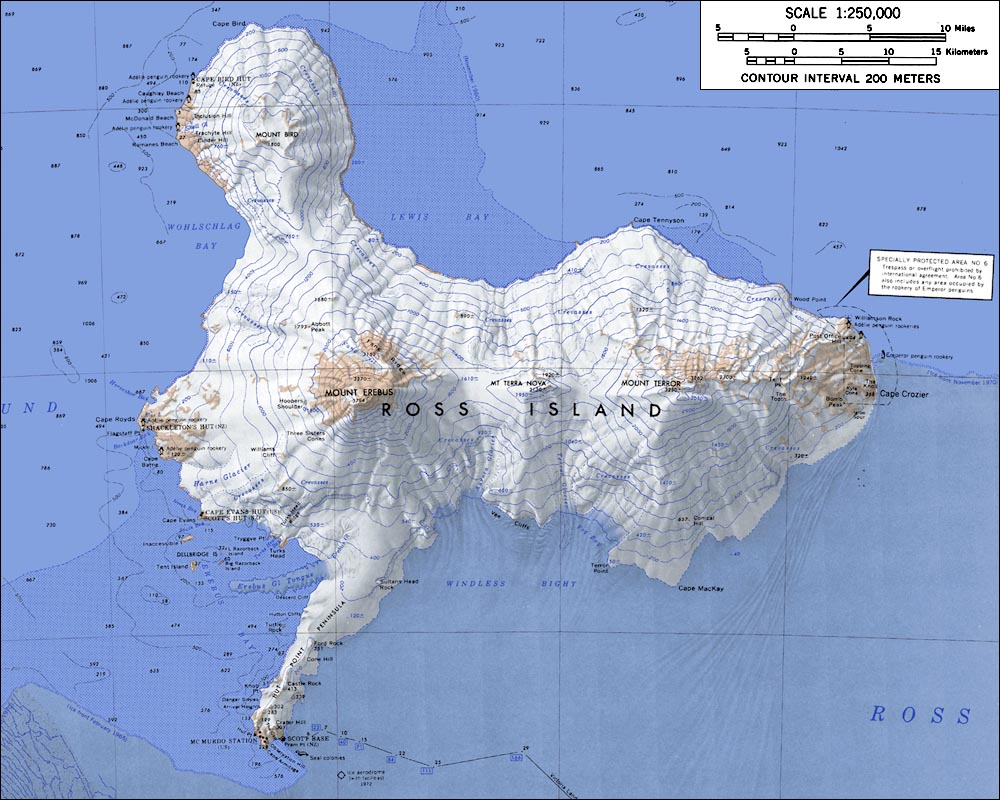
Mapa Rossova ostrova, Erebus v levé části

Mount Erebus byl poprvé pozorován 27. ledna 1841 Jamesem Clarkem Rossem, který jej pojmenoval po jedné ze svých lodí, Erebu (ta byla pojmenována po bohu starořecké mytologie Erebovi, synovi Chaose). V té době byla sopka aktivní.
Až do nadmořské výšky zhruba 900 metrů byly svahu Erebu zkoumány v roce 1904 účastníky britské národní antarktické expedice (British National Antarctic Expedition 1901–1904), označované jako Expedice Discovery.
Na vrchol poprvé vystoupila 10. března 1908 skupina průzkumníků z britské antarktické expedice, vedené cestovatelem a badatelem  Ernestem Henry Shackletonem a nazývané podle expedičního plavidla Expedice Nimrod. Účastníci výstupu, který proběhl ve dnech 5. až 11. března 1908, neměli žádné předchozí horolezecké zkušenosti.

## Havárie letadla DC-10
Sopka se stala 28. listopadu 1979 místem tragické nehody letadla DC-10 letu 901 novozélandské společnosti Air New Zealand, při které zahynulo všech 257 lidí na palubě. Novozélandská společnost provozovala od roku 1977 jedenáctihodinové vyhlídkové lety k pobřeží Antarktidy a až do onoho osudného dne měly lety velký úspěch. Jednou z příčin havárie byla chyba v palubních přístrojích, podle jejichž údajů se kapitán Jim Collins domníval, že se nachází nad McMurdovým průlivem, zatímco ve skutečnosti jeho stroj mířil k severním svahům Erebu, do nichž narazil ve výšce 610 metrů. Další příčinou byla tzv. bílá mlha, což je jev, k němuž dochází v polárních oblastech a při kterém není možné rozlišit hranici mezi oblohou a zasněženým a ledovým povrchem kontinentu. Neméně závažnou skutečností byl i fakt, že zaměstnanci letecké společnosti běžně překračovali minimální povolenou letovou výšku a u Antarktidy létali mnohem níže, aby umožnili platícím klientům pořizovat kvalitní snímky. Letecká společnost Air New Zealand se za selhání plně omluvila až v roce 2019 u příležitosti 40. výročí letecké katastrofy. Trosky letadla DC-10 letu 901 se stále nacházejí na svazích sopky Mount Erebus.

## Galerie

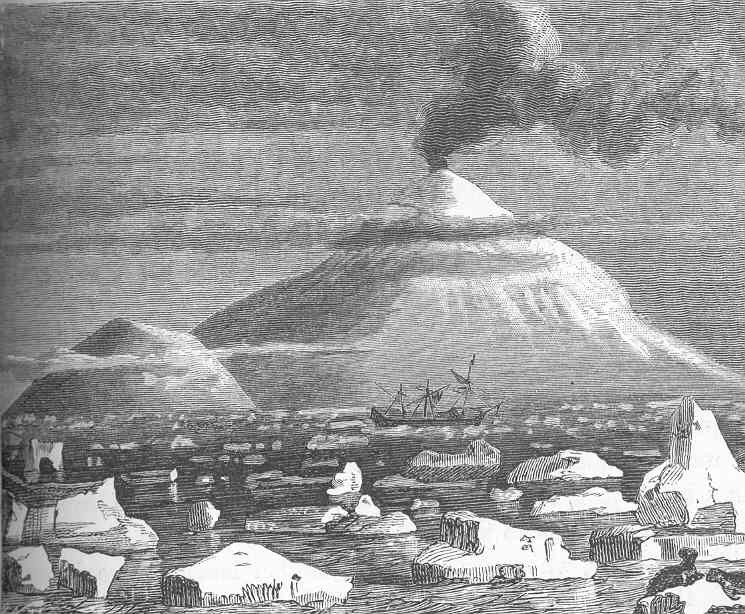
Mount Erebus a Mount Terror na kresbě z roku 1868
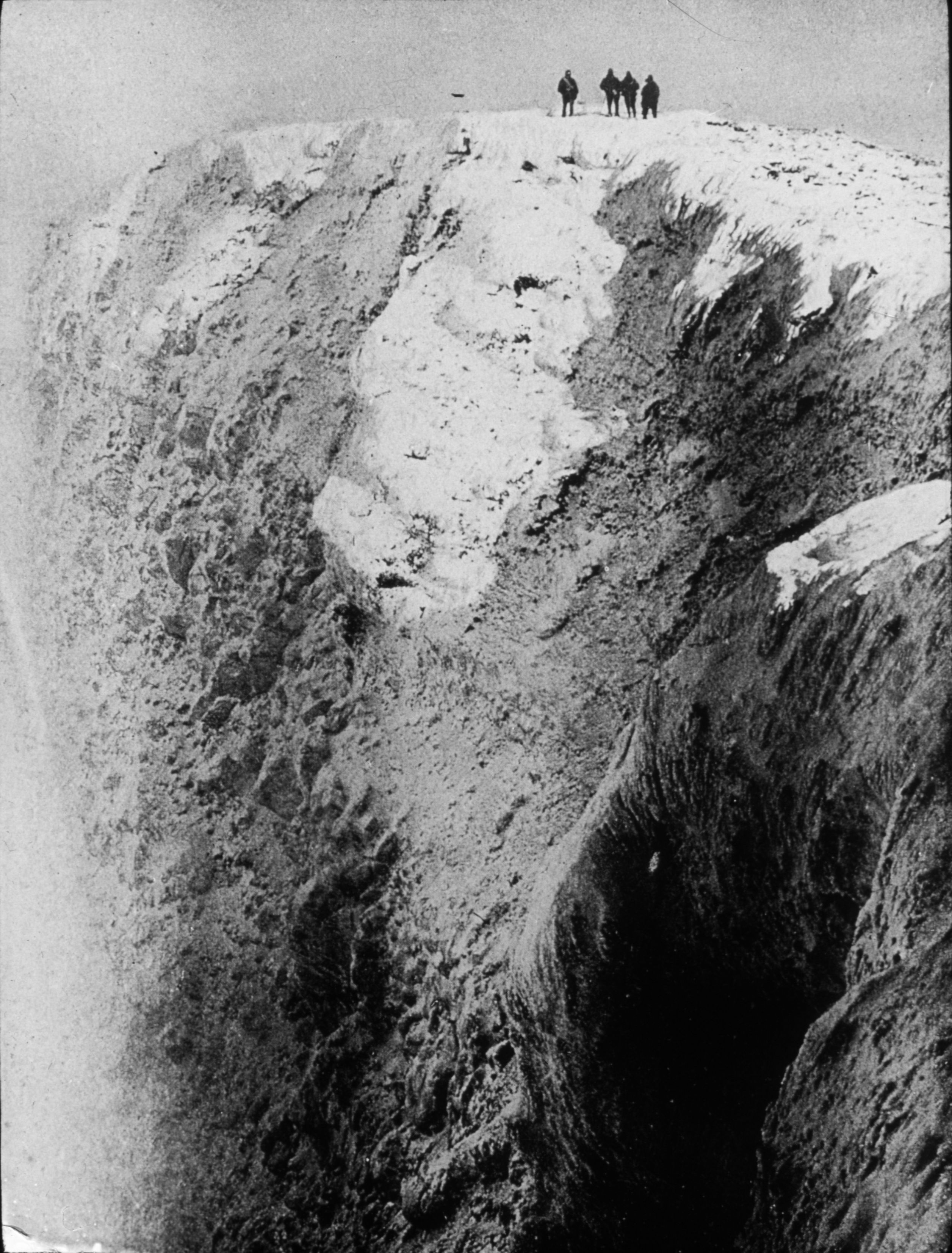
Členové Expedice Nimrod na vrcholu Erebu 10. března 1908
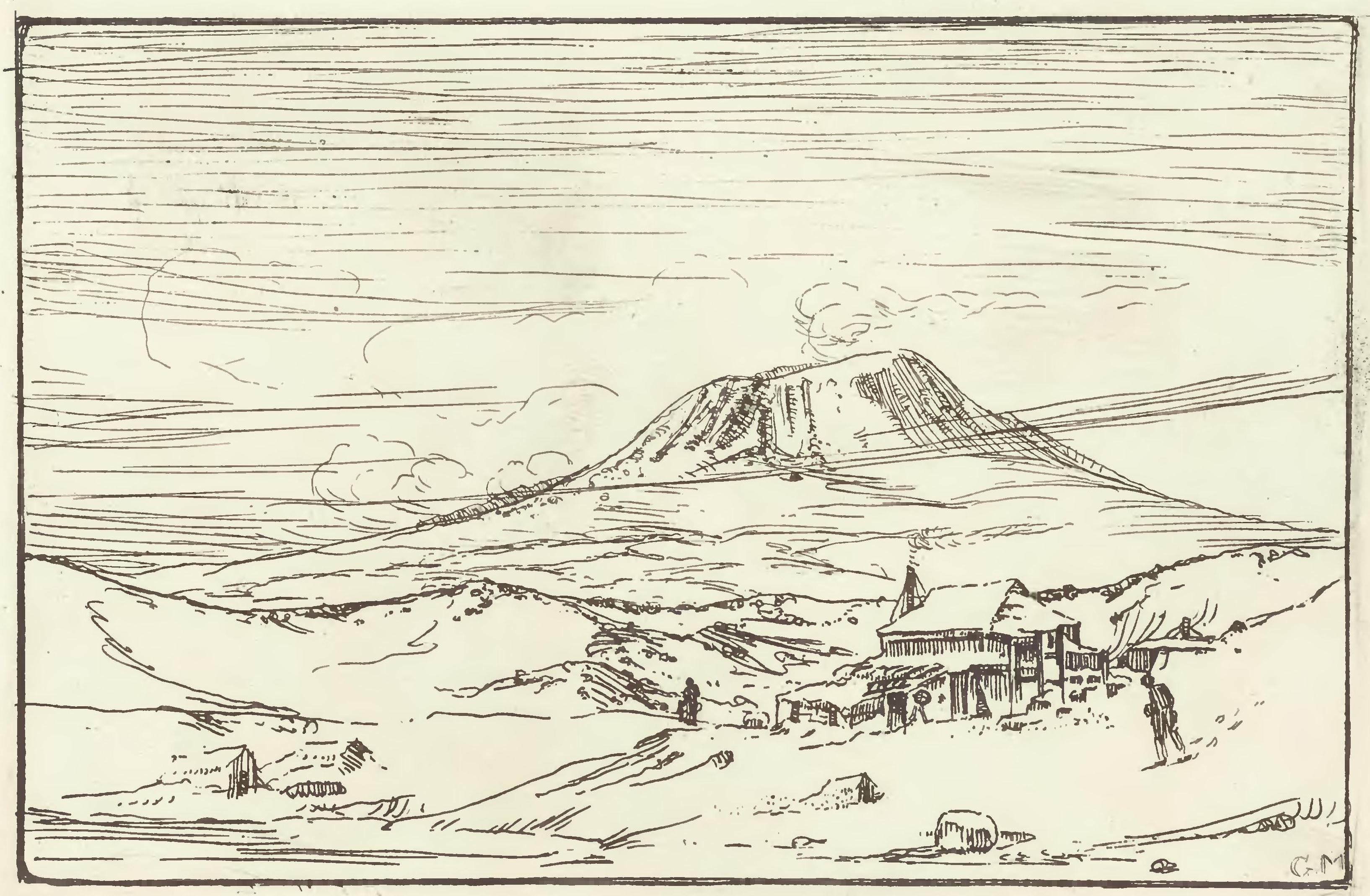
Hora Erebus a základní tábor na kresbě Georga Marstona z r. 1908
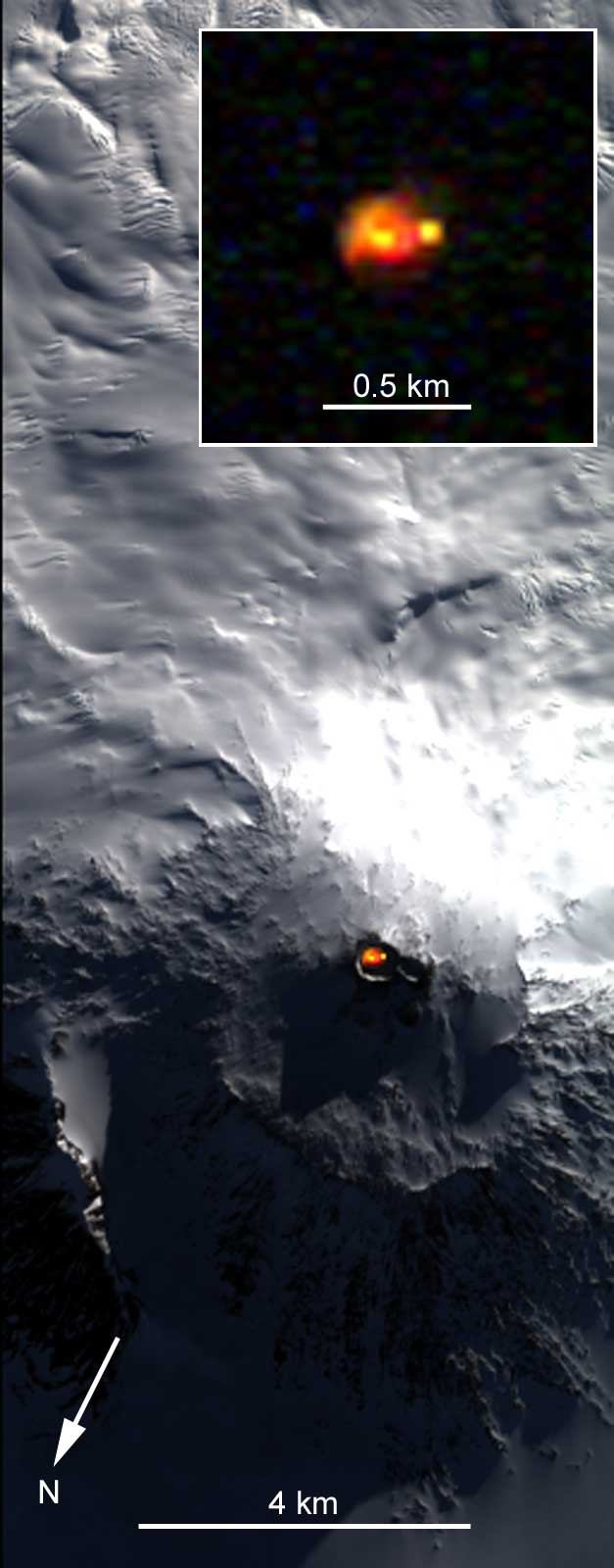
Satelitní snímek lávového jezera v kráteru (květen 2004)
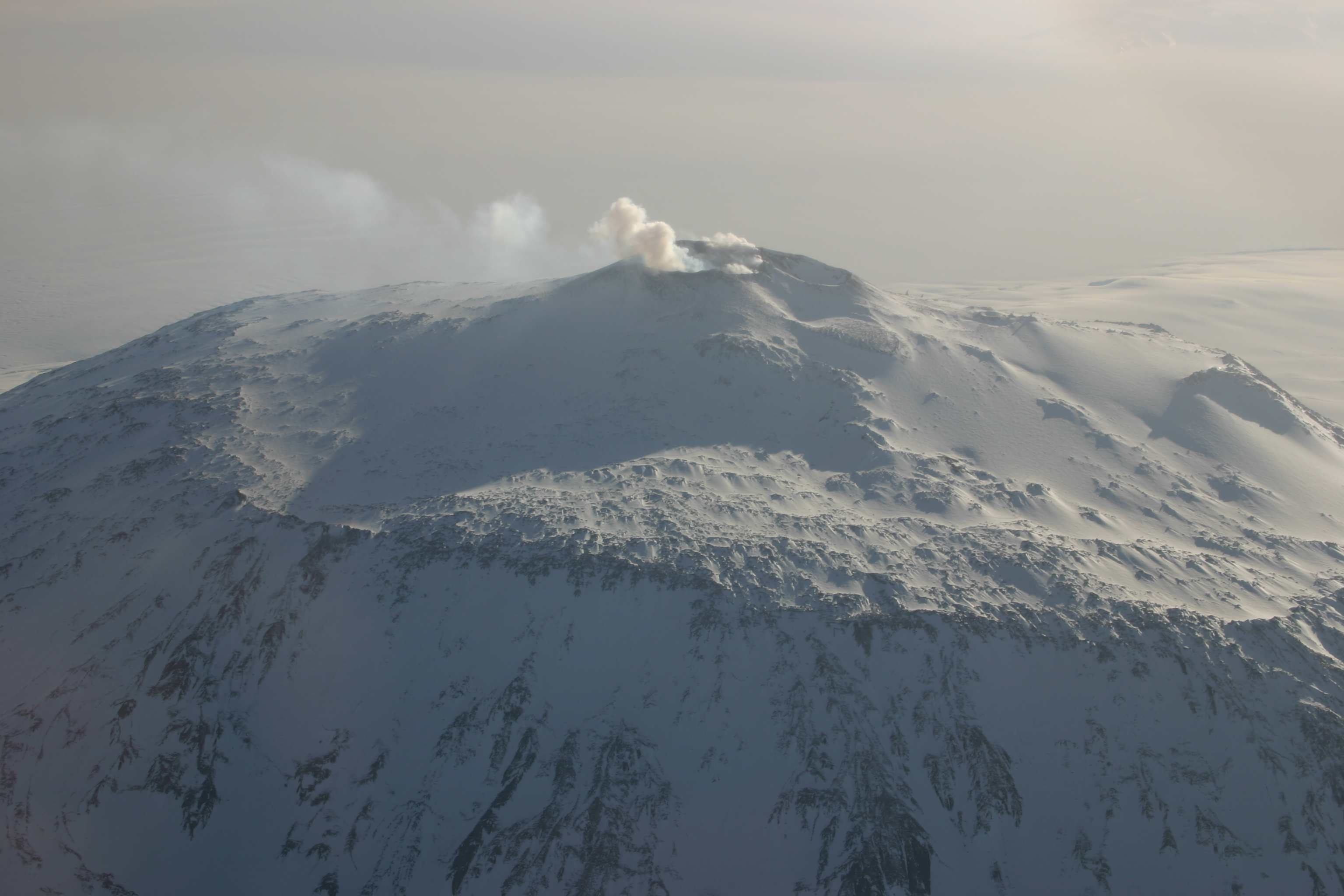
Letecká fotografie vrcholu Erebu (prosinec 2005)